# Guido Convents
Guido Convents, né en 1956, a fait des études à Louvain  (Katholieke Universiteit Leuven) et à Lisbonne (Faculdade das Lettras). Il est un historien et anthropologue belge, spécialiste et auteur de nombreuses références bibliographiques scientifiques autour du thème du cinéma non occidental et spécialement celui de l'Afrique coloniale et contemporaine du cinéma en Afrique, L'histoire de la kermesses et de la foire, le cinema et les catholiques, le cinéma des premiers temps en Belgique (1894-1914) et le cinéma pendant la Première Guerre mondiale avec une attention particulière sur la politique allemande d'occupation en Belgique. Il est spécialiste de la biographie du Père dominicain Felix Morlion (1904-1987). 

## Biographie
Depuis les années 1980, Guido Convents publie sur le cinéma en Afrique et particulièrement aux pays lusophones d'Afrique -notamment au Mozambique-, Congo belge, Ruanda-Urundi,Zaïre, République démocratique du Congo, Rwanda et Burundi. En 2006, il sort son ouvrage Images et démocratie. Les Congolais face au cinéma et à l'audiovisuel. Une histoire politico-culturelle du Congo des Belges jusqu'à la République démocratique du Congo (1896-2006). Au cours des années il a donné des nombreuses conférences en Afrique et en Europe sur ce thème.
En 1999, il a présenté son doctorat sur les premières années du cinéma en Belgique à la Katholieke Universiteit Leuven, publié sous le titre Van kinetoscoop tot café-ciné. De eerste jaren van de film in België 1894-1908. Cet ouvrage dépasse largement le contexte belge en mettant en avant tous les exploitants et hommes de finance étrangers actifs dans cette nouvelle industrie.
En mars 2008, il a publié après l'Afrika Filmfestival Leuven le livre Images & Paix. Les Rwandais et les Burundais face au cinéma et à l'audiovisuel. Une histoire politico-culturelle du Ruanda-Urundi allemand et belge et des Républiques du Rwanda et du Burundi (1896-2008).  Il travaille beaucoup sur l'utilisation du cinéma et de l'image par la propagande et la culture coloniale dans le cinéma et le monde audiovisuel d'aujourd'hui. 
Cet historien du cinéma est, avec Guido Huysmans, à l'initiative de l’Afrika Filmfestival qui se déroule principalement à Louvain, et dans une dizaine de villes et communes dans la province de Brabant flamand, à Bruxelles, à Hasselt, à Anvers  et à Gand  et qui a pour but d'introduire non seulement des films africains et afro-américains (de l'Amérique du Nord et de l'Amérique latine) dans la culture audiovisuelle belge et de promouvoir le cinéma africain en général mais aussi pour sauvegarder et promouvoir le patrimoine audiovisuel-cinématographique congolais, rwandais et burundais. Il travaille depuis 1987 pour l'organisation catholique internationale du cinéma (OCIC)- qui devient fin 2001 SIGNIS -(Association catholique mondiale pour la communication) comme journaliste, historien et expert de cinéma. Pour cette organisation, dont le siège se trouve à Bruxelles, il est secrétaire de la rédaction de la revue Cine  & Media dénommée en 2002 SIGNIS Media. Il écrit également pour son site web www.signis.net.Fin octobre 2018 il n'est plus impliqué dans ce site web et il n'est plus responsable pour SIGNIS Media qui a changé sa politique éditoriale pour devenir plutôt une revue interne, une évolution qui a débuté après l’arrivée du nouveau secrétaire général de l'organisation en 2017.  En décembre 2018, il a lancé une nouvelle revue internationale du cinéma CineMag destiné au monde professionnel du cinéma pour valoriser la contribution des organisations professionnels catholiques au monde du cinéma, surtout à travers les festivals et ses prix internationaux. De ce trimestriel il a sorti huit numéros.   
Depuis 1998, il est lié à des projets de post-production des films d'Amérique latine de SIGNIS et depuis 2004 aux ateliers de Cine in Construction aux festivals de cinéma de Saint-Sébastien et de Toulouse. Il collabore régulièrement à la revue Le Film africain & le Film du Sud, éditée par le Festival international du cinéma d'Amiens (France). Il est membre de la presse cinématographique belge (anciennement APCB, actuellement Union de la presse cinématographique belge (UPCB) et depuis 1992 son secrétaire bilingue. 